# Gerhard Reinisch

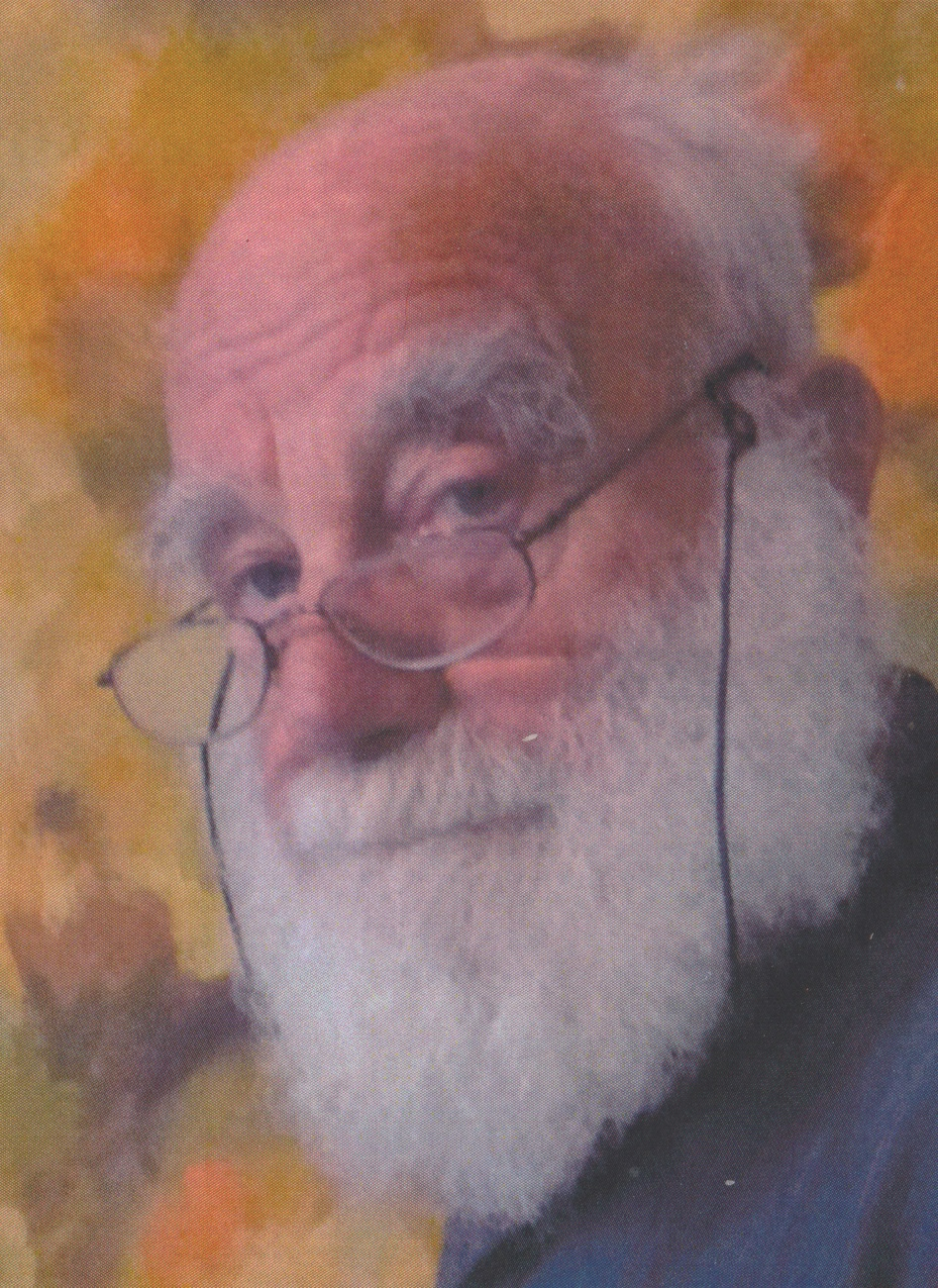
Gerhard Reinisch (2022)

Gerhard Reinisch (* 5. Juni 1936 in Bernburg (Saale)) ist ein deutscher Maler und Grafiker.

## Leben
Gerhard Reinisch wuchs in Bernburg (Saale) auf. Von 1950 bis 1953 erlernte er den Beruf des Malers. An der Fachschule für angewandte Kunst in Magdeburg, ehemals Kunstgewerbe- und Handwerkerschule in Magdeburg, studierte er von 1958 bis 1961 und arbeitete anschließend in Schwerin als Ausstellungsgestalter bei der Deutschen Werbe- und Anzeigengesellschaft (DEWAG) und ab 1962 als Grafiker in der Reichsbahndirektion Schwerin. Von 1966 bis 1971 studierte er an der Kunsthochschule Berlin-Weißensee u. a. bei Fritz Dähn. Im Jahr 1971 ließ Reinisch sich in Schwerin als freischaffender Maler und Grafiker nieder. Er leitete in den 1970/1980 zigern eine Förderklasse Malerei des Stadtkabinetts für Kulturarbeit Schwerin.
Er war Mitglied im Verband Bildender Künstler der DDR, bis zu dessen Auflösung im Jahr 1989.
Er lebt mit seiner Frau, der Ärztin Sabine Gaydov, in Schwerin.

## Werke (Auswahl)
Gerhard Reinisch möchte durch seine Kunst mit dem Betrachter in Dialog treten. Viele seiner Motive findet er auf Reisen. Die Eindrücke seiner Reisen durch fremde Länder wie Mexiko, Thailand, Syrien oder Jordanien verarbeitet der Maler in seinen Kunstwerken. Sie zeigen persönlich Erlebtes, erzählen von Begegnungen und Erfahrungen.
Die Breite seines Wirkens zeigen künstlerische Stadt- und Wandgestaltungen zum Beispiel in Schwerin in der Burgstraße, der Grünen Straße und den Schweriner Höfen oder auch in Hagenow an der ehemaligen Poliklinik.
Im Mai 2017 stellte Gerhard Reinisch Gemälde im Projekt Gelbkunst im Kunst-Wasser Werk e.V. Neumühle/Schwerin aus.

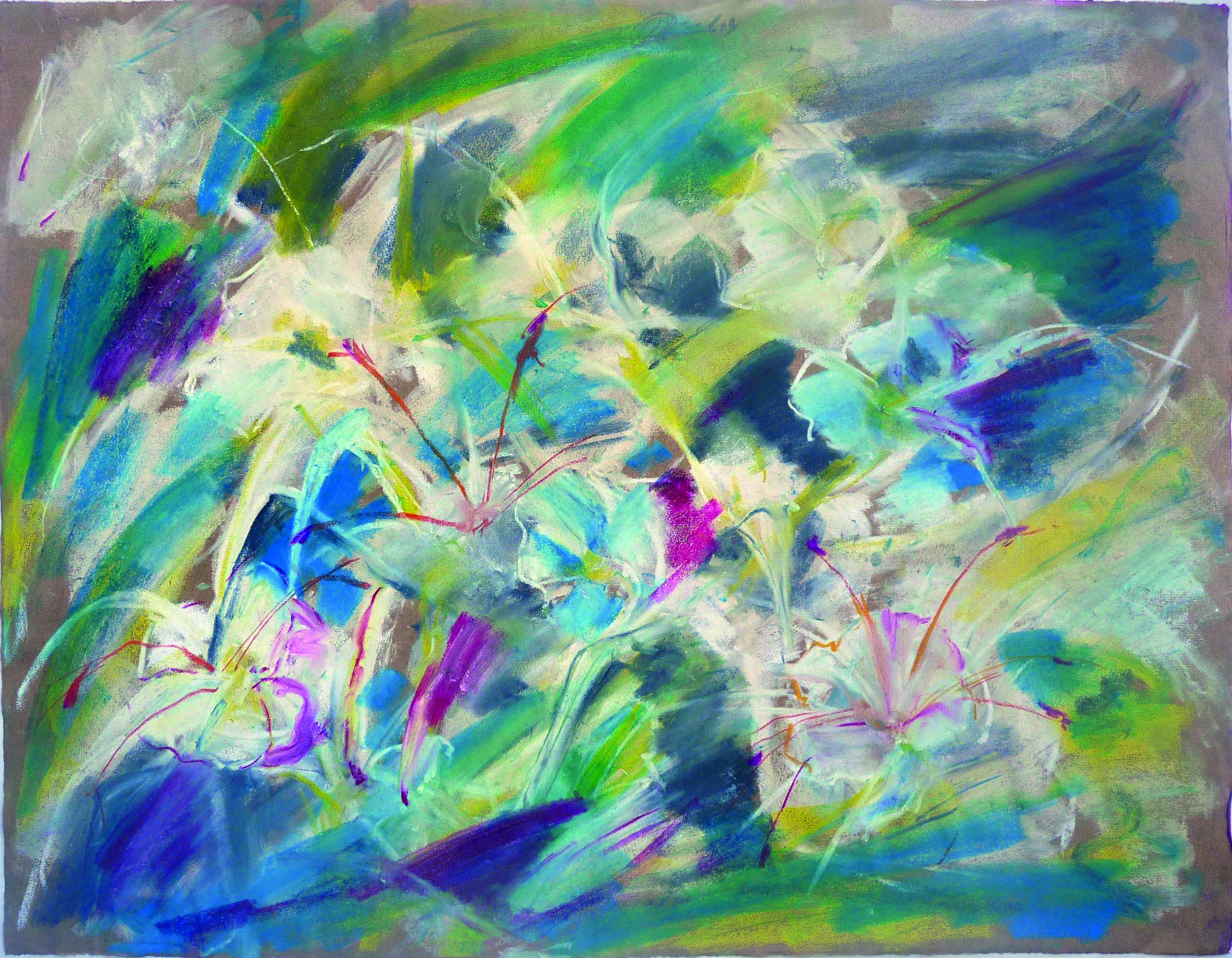
Frühling
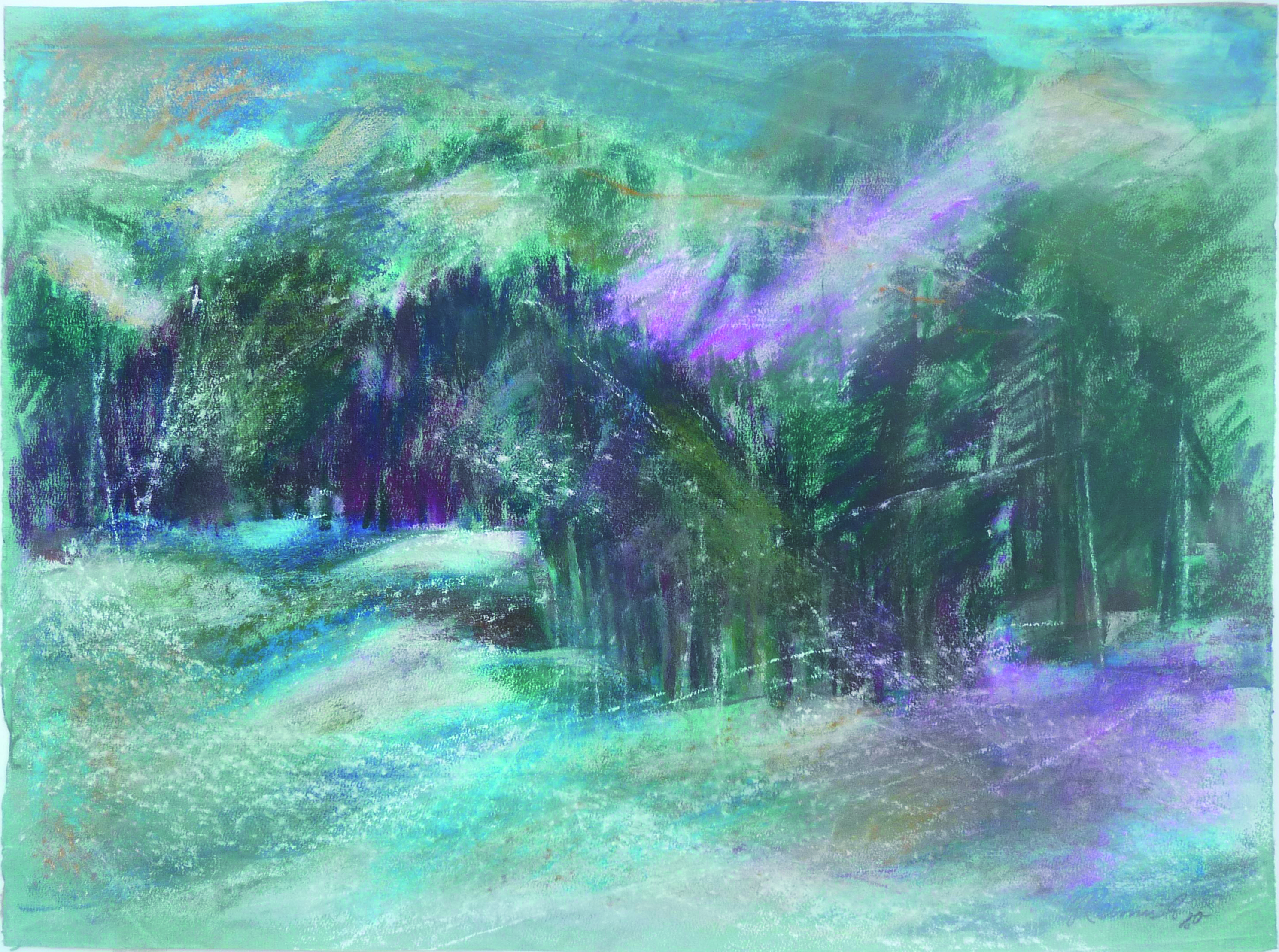
Winterlandschaft
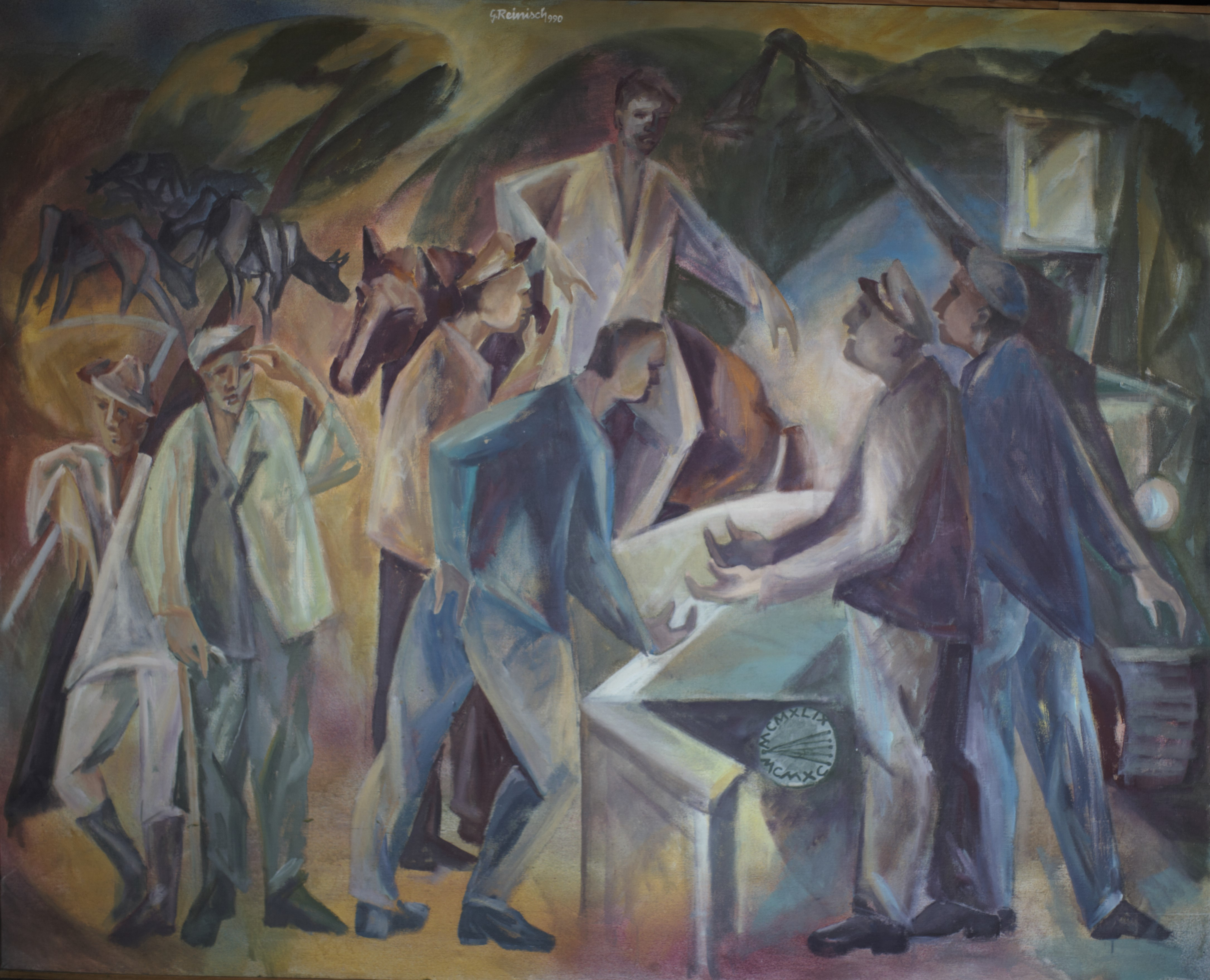
Mecklenburg – Zeitenwende 1945 1989
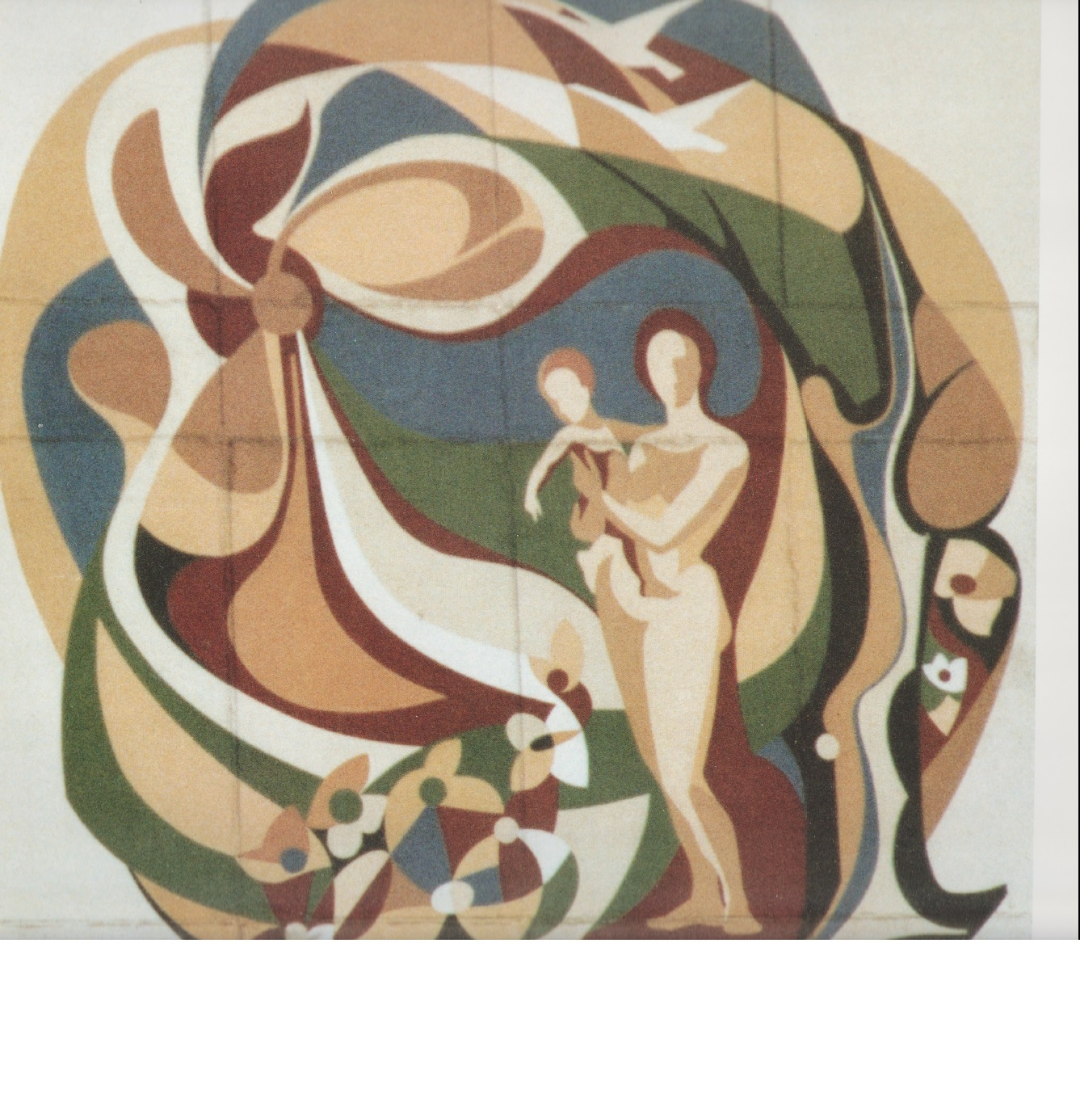
Entwurf eines Wandbildes für Klinik Hagenow
Jordanien – Petra
Jordanien – Karawanserei
Syrien – Palmyra
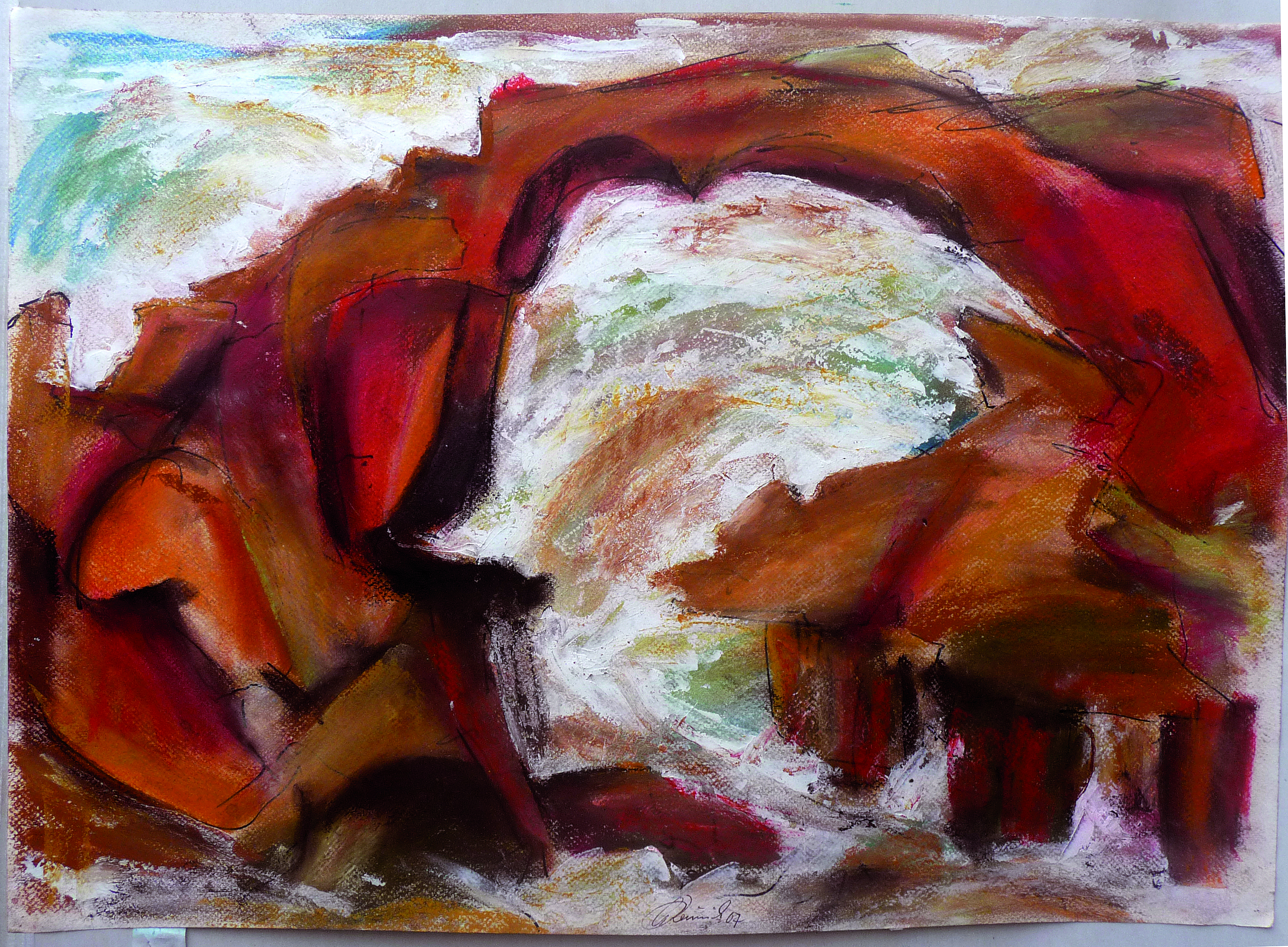
El Hierro – Gewalten des Meeres
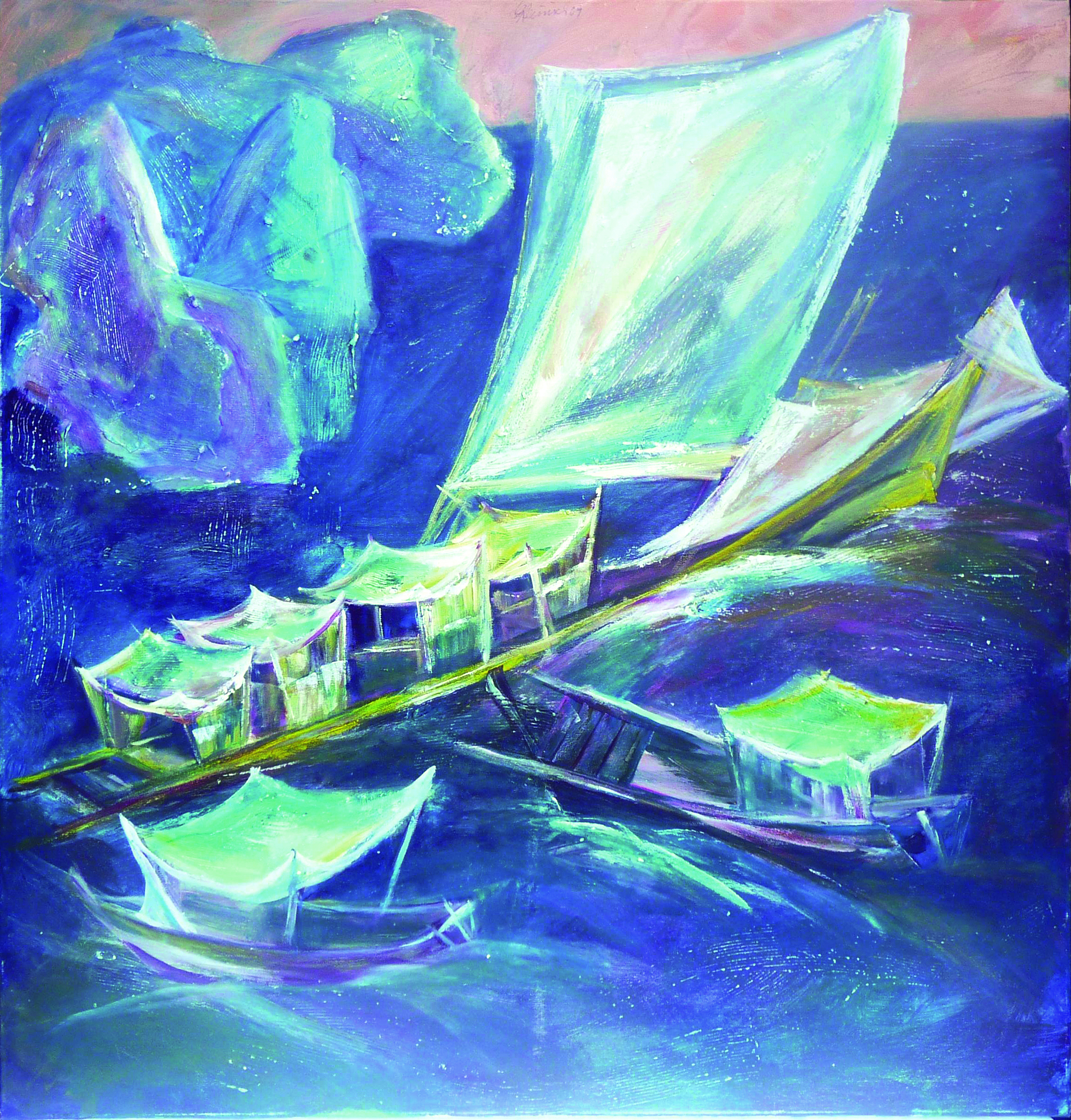
Vietnam – Halongbucht
Vietnam – Fischerboote
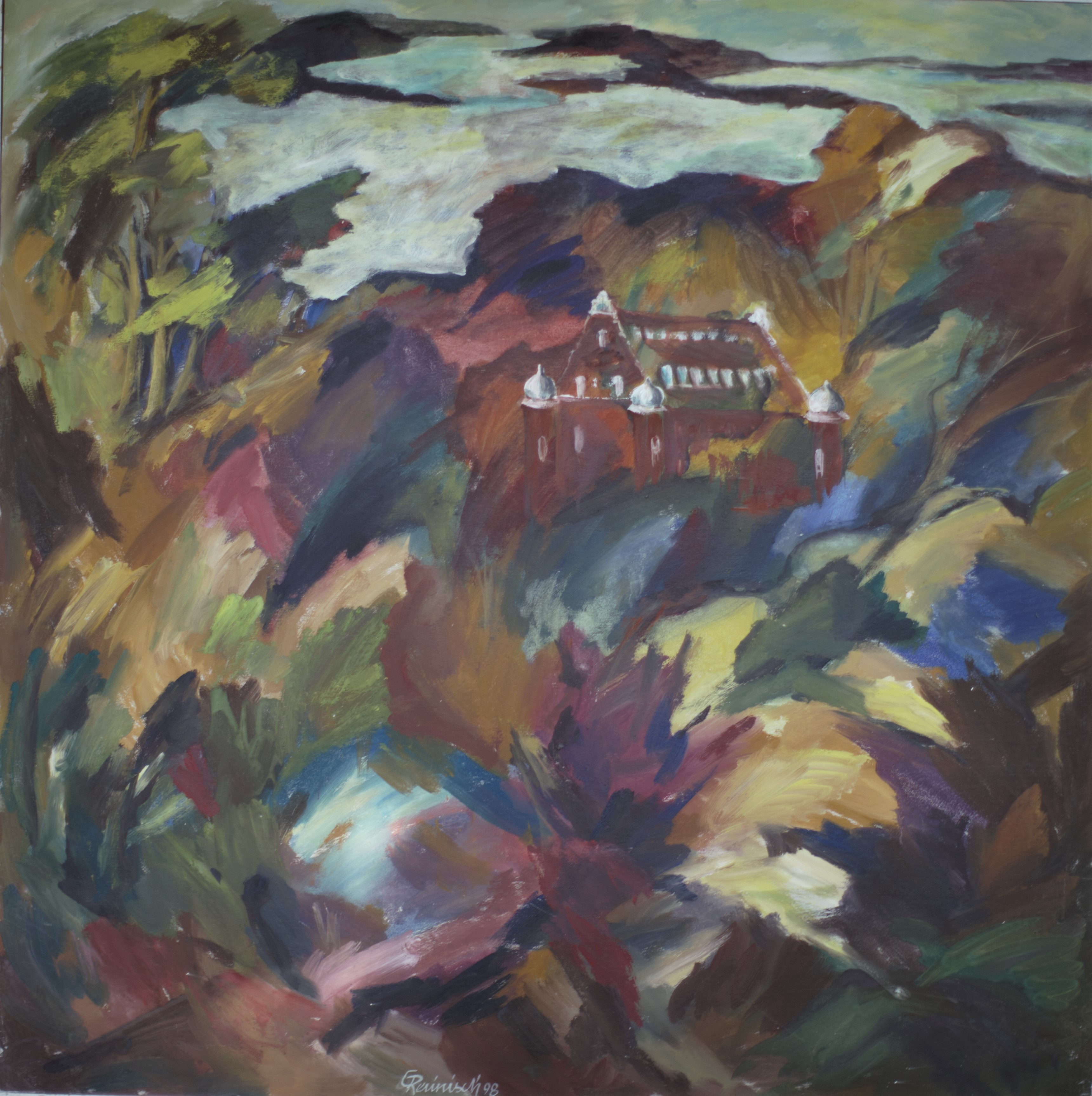
Mecklenburg – Schloß Spyker
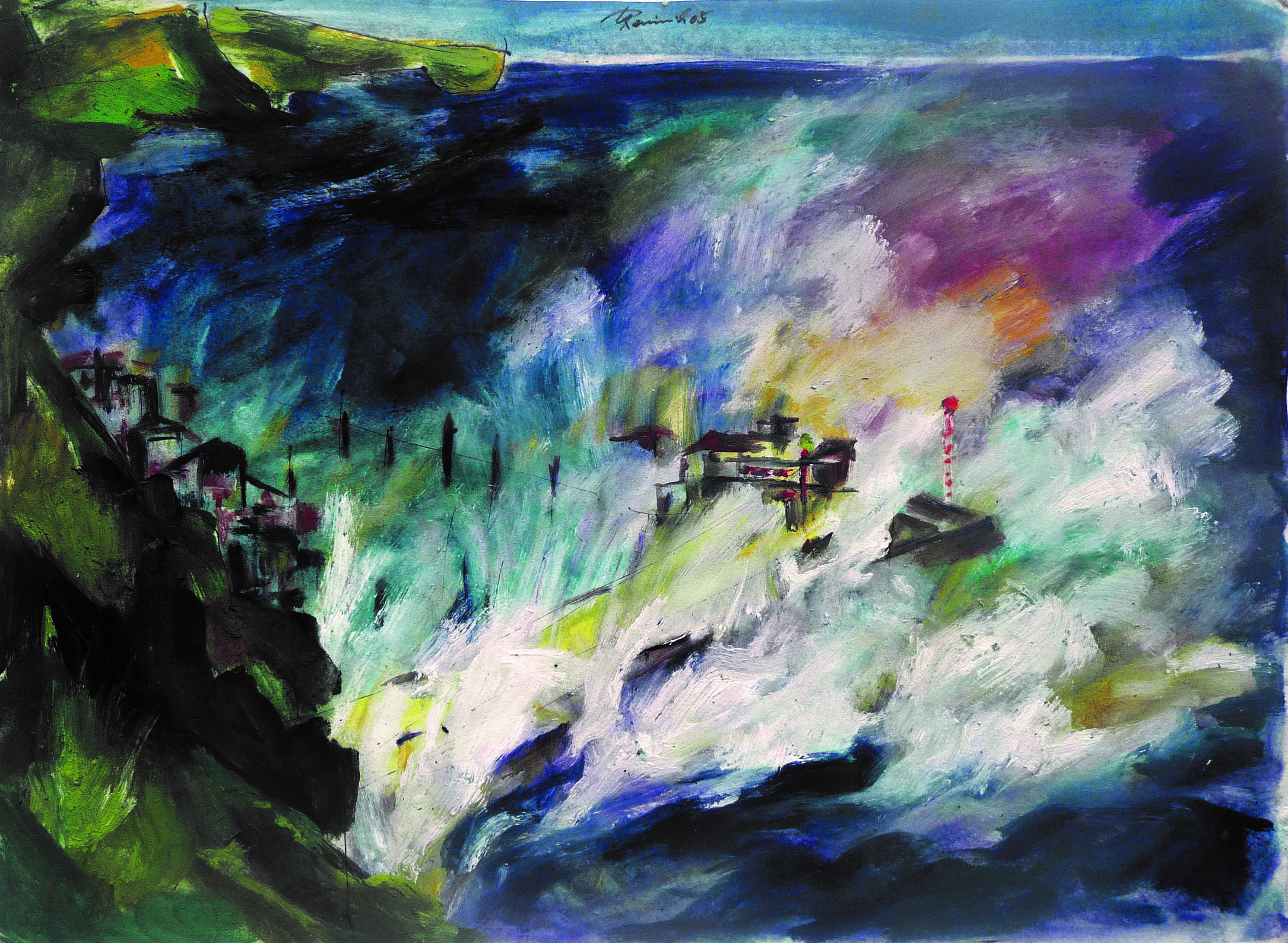
Madeira

## Auszeichnungen
Der Kunst- und Kulturpreis der Landeshauptstadt Schwerin und der Stiftung der Sparkasse Mecklenburg-Schwerin würdigte 2016 Menschen und Projekte zum Thema Malerei. Als dritter Preisträger wurde der Maler Gerhard Reinisch für sein Lebenswerk geehrt.